# 餓馬搖鈴
餓馬搖鈴，琵琶曲，廣東音樂，何柳堂據其祖父何博眾的「家傳秘譜」整理而成，原曲根據《八大板》改編，流行於1920年代。此曲使用七聲宮調式，描寫戰場上「懸羊擊鼓，餓馬提鈴」空營戰術的情景，多用顫音模仿馬嘶，重覆使用切分音。